# Madame de Pompadour à son métier à broder
Madame de Pompadour à son métier à broder est un tableau peint par François-Hubert Drouais entre 1763 et 1764. Il mesure 217 cm de haut sur 156,8 cm de large. Il est conservé à la National Gallery à Londres.
La maîtresse de Louis XV, Madame de Pompadour, est dans la dernière année de sa vie. C'est une mécène des arts et des lettres et qui donnait le ton de la mode. 
La toile est signée et datée sur la table de travail commencée en avril 1763. La tête est peinte sur un rectangle de toile inséré dans le tableau. Elle a vraisemblablement été peinte sur le vif. Le reste de l'image a été achevé en mai 1764, un mois après sa mort. La peinture de Drouais est le dernier des nombreux portraits de Madame de Pompadour, exécutés par certains des peintres les plus connus de l'époque, dont Boucher et Carle van Loo.